# 린코사우루스

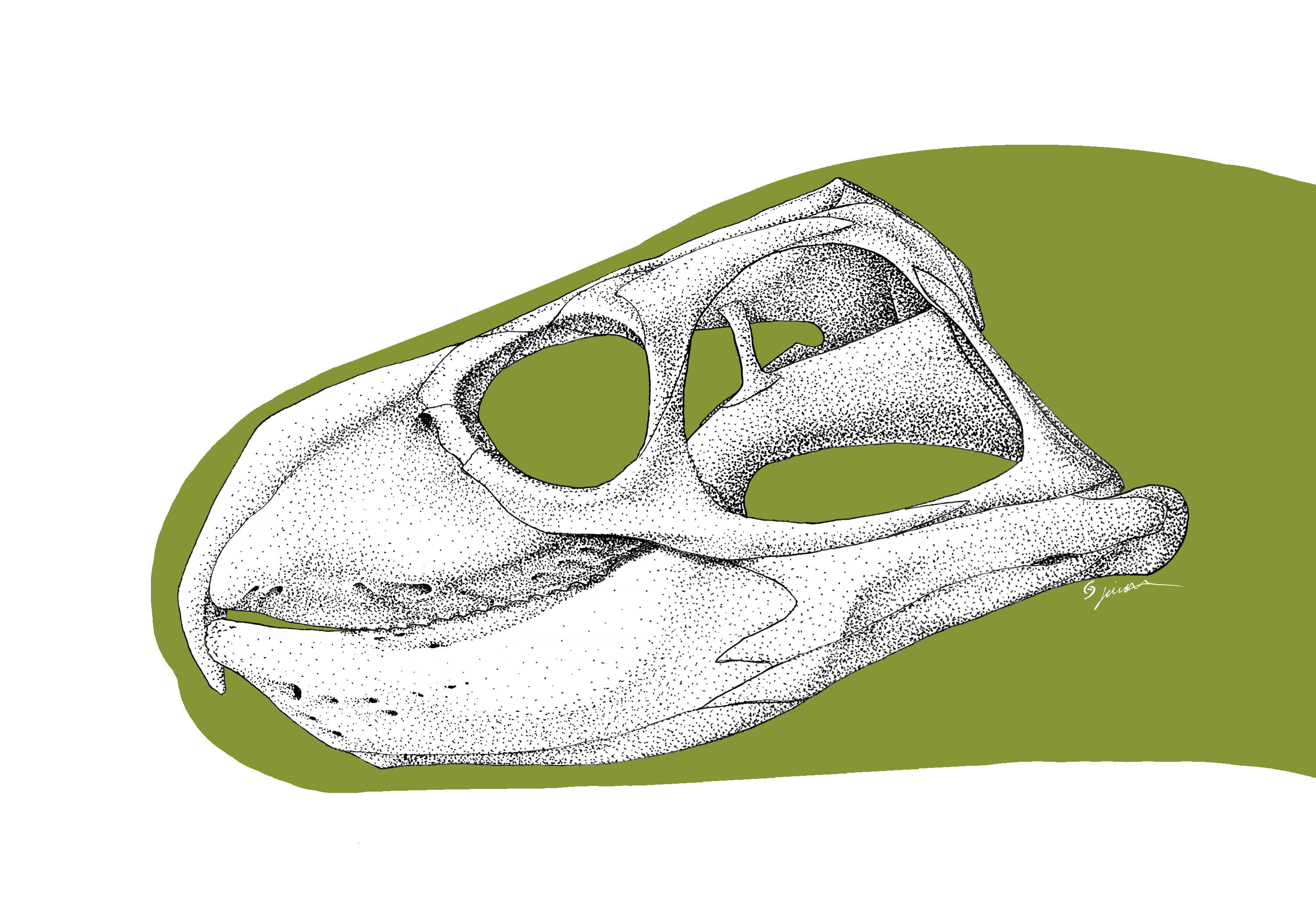
린코사우루스의 두개골 복원도

린코사우루스(Rhynchosaurus)는 트라이아스기 중기에 살았던 육지 파충류로, 유럽 대륙에 서식하였다. 모식종은 R. articeps이며, 나중에 R. spenceri와 R. brodiei가 추가로 발견되었지만 각각 포도닉스(Fodonyx)와 랑제로닉스(Langeronyx)로 재분류되었다.